# ناحیه تورتل کریک، شهرستان شلبی، اوهایو
ناحیه تورتل کریک، شهرستان شلبی، اوهایو (به انگلیسی: Turtle Creek Township, Shelby County, Ohio) یک منطقهٔ مسکونی در ایالات متحده آمریکا است که در اوهایو واقع شده‌است.

## خصوصیات
ناحیه تورتل کریک ۷۸٫۴ کیلومترمربع مساحت و ۱٬۵۸۳ نفر جمعیت دارد و ۳۰۶ متر بالاتر از سطح دریا واقع شده‌است.